# Bernard von Brentano
Bernard von Brentano di Tremezzo (15. října 1901 Offenbach nad Mohanem – 29. prosince 1964 Wiesbaden) byl německý spisovatel, lyrický básník, dramatik, vypravěč, esejista a žurnalista.

## Životopis
Narodil se v rodině hesenského ministra vnitra a spravedlnosti, právníka Otty von Brentano di Tremezzo a jeho manželky Lilly Beaty, rozené Schwerdtové. Rodina měla severoitalské kořeny. Bernard měl tři bratry, na rozdíl od nich nikdy neužíval plný titul di Tremezzo.
Po absolvování střední školy v Offenbachu studoval Brentano filozofii na univerzitách ve Freiburgu im Breisgau, Mnichově, Frankfurtu nad Mohanem a Berlíně. Ve Freiburgu se stal aktivním členem katolického studentského spolku Bavaria, v Mnichově K.St.V. Rheno-Bavaria a od roku 1920 byl členem P.E.N. klubu.
Jeho první hra Peníze (1924) byla uvedena v Darmstadtu pod režijním vedením Gustava Hartunga s dramaturgem Peterem Suhrkampem.
Od roku 1925 do roku 1930 pracoval v redakci umění berlínské kanceláře Frankfurter Zeitung, kam nastoupil po Josephu Rothovi, který byl jeho blízkým přítelem. Hodně se angažoval ve Svazu proletářsko-revolučních spisovatelů a byl také přispěvatelem časopisu Die Linkskurve. Spolu s Bertoldem Brechtem chtěl v letech 1929/30 vydávat další literární noviny, ale tento projekt se jim nepodařilo realizovat.
Brentano ve své eseji O vážnosti života, publikované v roce 1929, hodnotil válečné dopisy vojáků, padlých v 1. světové válce a kritizoval oslavování války. Prorockou knihou Počátek barbarství v Německu, vydanou v roce 1932, si brzy vysloužil nenávist národních socialistů. Jeho knihy byly veřejně spáleny na hranici poté, co se nacisté chopili moci.
Zda byl Brentano členem komunistické strany Německa (KPD) nebylo dosud vyjasněné, ale existují důkazy, které to podporují. Brentano každopádně po dvou cestách do Moskvy v letech 1930 a 1932 odmítl stalinský režim a později se také distancoval od marxismu.
Brentano opustil Berlín na začátku dubna 1933 a emigroval do Švýcarska. Od roku 1934 žil s rodinou v Küsnachtu u Curychu. Tam pracoval jako novinář pro Neue Zürcher Zeitung a pro Weltwoche. Brentanoovo hlavní dílo, román Theodor Chindler, vydalo curyšské nakladatelství Oprecht v roce 1936. 
Od roku 1940 Brentano usiloval o repatriaci. Ministerstvu zahraničí v Berlíně napsal: „Pečlivé zvážení führerovy politiky a zkušenosti, které jsem získal jako Němec v zahraničí, ve Švýcarsku a na cestách po Francii, zcela převrátily mé předchozí vnitropolitické názory.“ V dodatku dopisu se distancoval od Thomase Manna, že jeho politické názory jsou zásadně odlišné. Přestože se Brentano mohl vrátit, Říšská komora literatury mu nedala povolení k literární činnosti. Historik Jean Rudolf von Salis napsal, že se Brentano dal na začátku války v jeho přítomnosti unést antisemitským výbuchem, ale vysvětlil toto chování hlubokým strachem o život. Brentano žil v panickém strachu, že padne do rukou národních socialistů. Jeho manželka Margot von Brentano-Gerlach měla židovskou matku.
Teprve v roce 1949 se Brentano vrátil z exilu do Německa, do „země lásky“, jak ji nazval ve své autobiografii z roku 1952, a žil se svou rodinou ve Wiesbadenu až do smrti.

## Ocenění
V roce 1955 byl Brentano oceněn Goethovou plaketou státu Hesensko.

## Pozůstalost
V roce 1984 byla část pozůstalosti zapůjčena do Archivu německé literatury v Marbachu a v květnu 2018 tento literární archiv celou pozůstalost zakoupil. Kromě korespondence se současníky z literatury a vědy, jako byli Theodor W. Adorno nebo Thomas Mann, pozůstalost obsahuje Brentanovy deníky, rukopisy a fotografie.

## Dílo (výběr)
- Gedichte. (Básně). Urban Verlag, Freiburg 1923.
- Geld. (Peníze). Urban Verlag, Freiburg 1924.
- Die Gedichte an Ophelia (Básně pro Ofélii). F. Schöningh, Paderborn.
- Kapitalismus und schöne Literatur. Verlag Ernst Rowohlt, Berlin 1930.
- Der Beginn der Barbarei in Deutschland. Verlag Ernst Rowohlt, Berlin 1932.
- Theodor Chindler román, vydali Oprecht & Helbling, Zürich 1936. Na příkladu tří generací rozvětvené německé katolické rodiny Brentano popisuje postupný rozpad pruské vilémovské říše, částečně čerpá z vlastní rodinné historie. Román vyšel v několika vydáních a v překladech do několika jazyků. Tento román, vysoce oceňoval Thomas Mann. Román dvakrát zfilmoval scenárista a režisér Hans W. Geißendörfer, naposledy v roce 1979 jako osmidílný televizní seriál; kameramanem byl Jaroslav Kučera, polovinu hlavních rolí obsadili čeští herci (Valter Taub, Dana Medřická, Radovan Lukavský, Marie Rosůlková, Jan Přeučil, Václav Lohniský, Marcel Vašinka, Martin Stropnický, Viktor Maurer, Josef Langmiler, Karel Urbánek, Milena Steinmasslová, Miloš Nedbal a Jana Šulcová).
- Prozess ohne Richter. (Proces bez soudce). Querido, Amsterdam 1937.
- Phaedra. Drama v pěti aktech. Zürich–New York 1939.
- Franziska Scheler. Zürich 1945 (osobami a dějem souvisí s románem Theodor Chindler)

## Překlady
- Do češtiny byl přeložen pouze Theodor Chindler, a to pod titulem Osudové rozcestí : román německé rodiny. z němčiny přeložil Pavel Levit. Vydal Symposion, Rudolf Škeřík a spol., Praha 1937.